# Waverton (Cheshire)
Waverton – wieś w Anglii, w hrabstwie ceremonialnym Cheshire, w dystrykcie (unitary authority) Cheshire West and Chester. Leży 6 km na południowy wschód od miasta Chester i 260 km na północny zachód od Londynu. W 2001 miejscowość liczyła 1560 mieszkańców.